# Heinrich Casimir I. (Nassau-Dietz)

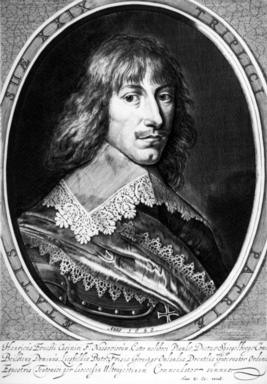
Heinrich Casimir I., Kupferstich um 1640

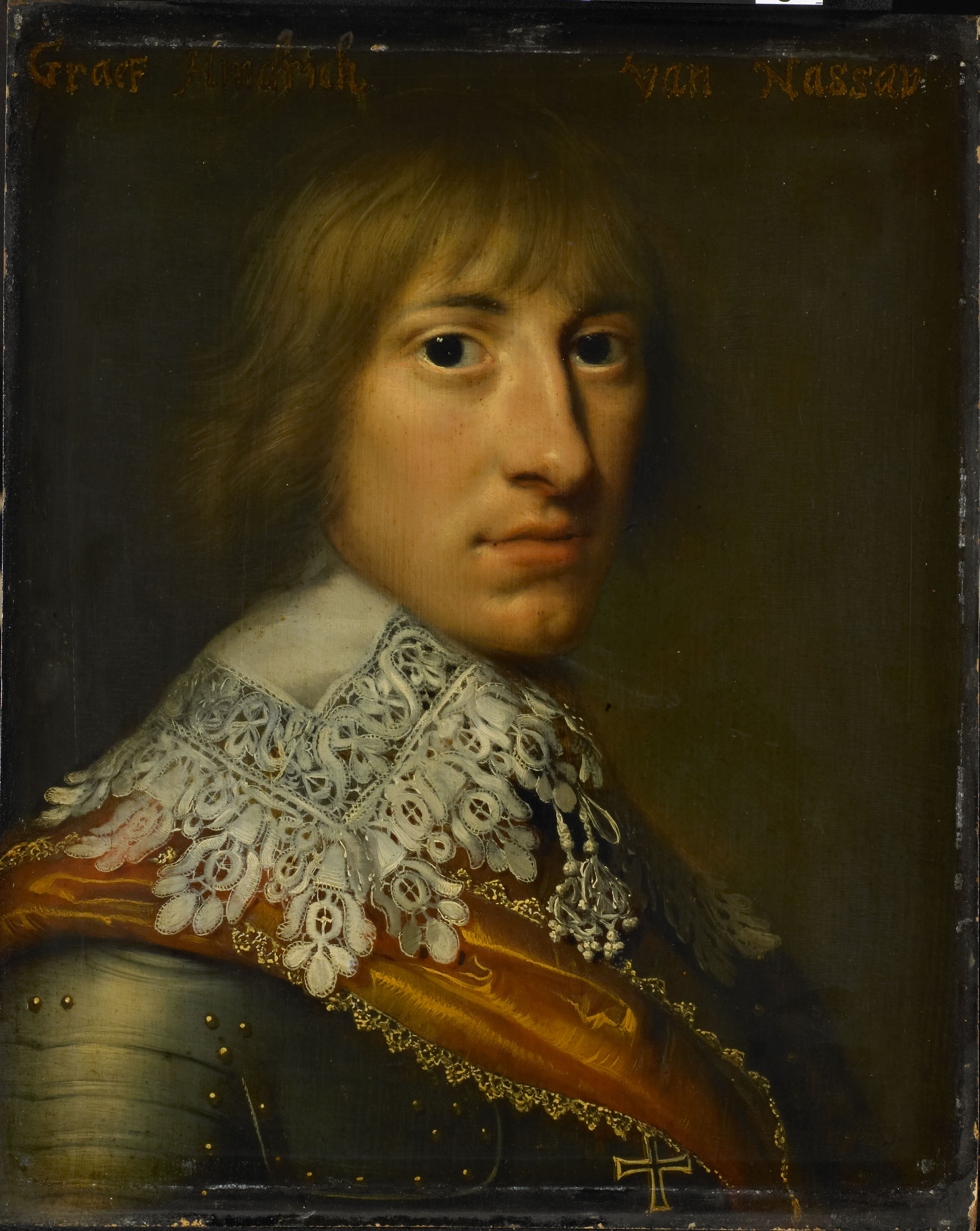
Heinrich Casimir I., Gemälde um 1632

Heinrich Casimir I. (* 31. Januar 1612 in Arnheim; † 13. Juli 1640 in Hulst) war Graf von Nassau-Dietz und Statthalter von Friesland, Groningen und Drenthe.
Heinrich Casimir war der älteste Sohn von Ernst Casimir von Nassau-Dietz (1573–1632) und Sophie Hedwig von Braunschweig-Wolfenbüttel (1592–1642).
Heinrich Casimir I. wurde am 3. August 1619 zum Koadjutor der Deutschordensballei Utrecht gewählt und 3. April 1620 zum Landkomtur ernannt. Zu diesem Zeitpunkt war Heinrich Casimir I. erst acht Jahre alt. Daher übernahm sein Vater und Vormund Ernst Casimir I. von Nassau-Dietz die Amtsgeschäfte bis zur Volljährigkeit des Sohnes. Seit dem 11. August 1630 trat Heinrich Casimir I. schließlich auch persönlich als Landkomtur in Erscheinung.
Nach dem Tod des Vaters 1632 wurde Heinrich Casimir I. Graf von Nassau-Dietz und folgte ihm auch als Statthalter von Friesland, Groningen und Drenthe nach. Nassau-Dietz umfasste damals die Grafschaften Katzenelnbogen, Vianden, Dietz und Spiegelberg, die Herrschaft Bielstein sowie die Baronie Liesveld.
Am 4. Juli 1640 wurde Heinrich Casimir I. in der Schlacht bei Hulst durch einen Pistolenschuss in seinen unteren Rücken getroffen, fiel vom Pferd und lag noch einige Zeit auf dem Feld zwischen den toten und sterbenden Soldaten. Er wurde geborgen und operiert, starb jedoch einige Tage darauf an der Verletzung. Er wurde in Leeuwarden begraben. Die Pistolenkugel und ein Stück des herausoperierten Knochens befinden sich Rijksmuseum Amsterdam.